# Lasioglossum butleri
Lasioglossum butleri är en biart som först beskrevs av Rayment 1935.  Lasioglossum butleri ingår i släktet smalbin, och familjen vägbin. Inga underarter finns listade i Catalogue of Life.